# 東滑鐵盧鎮區 (愛荷華州布萊克霍克縣)
東滑鐵盧鎮區（英語：East Waterloo Township）是位於美國愛荷華州布萊克霍克縣的一個行政鎮區。

## 地方資料
根據2010年美國人口普查的數據，東滑鐵盧鎮區的面積為38.36平方千米，當中陸地面積為38.04平方千米，而水域面積為0.32平方千米。當地共有人口5936人，而人口密度為每平方千米154.74人。